# Taveta (Kenia)
Taveta is een plaats in het district Uasin Gishu in de Keniaanse provincie Pwani. Er wonen 14.276 mensen (peildatum 1999). De plaats wordt in het noorden, zuiden en westen omringd door Tanzania.
Taveta fungeert als handelsplaats tussen Tanzania en Kenia. Tweewekelijks wordt er een markt gehouden, die voor een plaats als Taveta relatief omvangrijk is. De markt wordt bevorderd door de treinverbinding via Voi met de spoorlijn Mombassa-Nairobi-Kampala, die door de Britten is aangelegd. Gesmokkelde goederen zoals Tanzaniaanse robijnen en koffie zijn er ook incidenteel te koop. 
Naast de berg Kilimanjaro ligt ook het Chalameer in de buurt, en vulkanische zoetwatermeer van grote diepte.
De lokale bevolking bestaat voornamelijk uit de Tavetastam.

## Geboren
- Boniface Mwangi (1983), fotojournalist en vredesactivist